# Св. св. Константин и Елена (Скопие)
„Св. св. Константин и Елена“ (на македонска литературна норма: „Св. св. Константин и Елена“) е православен храм в столицата на Северна Македония Скопие, бивша катедрална църква на Скопската епархия.
Църквата е градена преди и по време на Първата световна война и е осветена в 1926 година. Първоначален архитект е Дамян Андреев, който обаче не успява да я завърши. Била е разположена на мястото, където днес отчасти е Централният площад, отчасти Градският търговски център. В земетресението от 1963 година църквата пострадва, но не сериозно, за да бъде разрушена. Въпреки това в началото на 70-те години е разрушена. На 11 ноември 2012 година е положен темелният камък на новия храм, който се възобновява недалече от оригиналното му място, до Дома на Армията на Република Македония. Осветяването е извършено от главата на Македонската православна църква архиепископ Стефан Охридски и Македонски в съслужение с митрополит Иларион Брегалнишки и свещеници от Скопската епархия, в присъствие на премиера Никола Груевски, министри и градоначалниците на Скопие.
За старата църква дебърският майстор Нестор Алексиев изработва еднокрилен, равномерно разделен и облицован иконостас, висок няколко метра и широк около 10 метра. Днес дялове от този иконостас се намират в църквата „Св. св. Петър и Павел“ в Юрумлери и в „Свети Никола“ в Куманово. Две от иконите в стария храм са били дело на видния дебърски майстор Дичо Зограф - „Богородица с Христос и светци“, подписана и датирана 2 декември 1860 г., и „Въведение Богородично и светци“, подписана и датирана 14 февруари 1861 г. В XX век църквата е изписана от Димитър Папрадишки.
- Скопие със старата църква
- Старата църква
- Църквата след Скопското земетресение
- Църквата след земетресението